# Новые динозавры: Альтернативная эволюция
«Новые динозавры: Альтернативная эволюция» (англ. The New Dinosaurs: An Alternative Evolution) — научно-популярная книга британского писателя Дугала Диксона 1988 года, написанная в жанре Speculative fiction и посвящённая изложению авторской гипотезы о том, как бы в дальнейшем эволюционировали динозавры, если бы не произошло мел-палеогенового вымирания.
Является второй книгой, изданной Дугалом Диксоном в этом жанре (ранее в 1981 году вышла его «После человека: Зоология будущего», а после в 1990 — «Человек после человека: Антропология будущего»). Предисловие также написал британский зоолог Десмонд Моррис.
Неизданный в книжном варианте перевод на русский язык (2009) выполнен Павлом Волковым.

## Издания
- The New Dinosaurs: An Alternative Evolution. — Salem House Publishers, 1988. — 120 p. — ISBN 9780881623017.